# オクタノルム
オクタノルム（独語：OCTANORM）は、ドイツに本社をおく展示システムの部材を販売する会社名であり、同時に同社主力製品の製品名である。

## 構造
オクタノルム（OCTANORM GmbH.）によって、ブース設計用に開発されたアルミ・フレーム部材は、ビームとポールをテンションロックと呼ばれる製品で接続し、4㎜パネルをはめ込むことで壁面などを構築する。

ラチェットと呼ばれる専用工具を使って簡単に素早く展示ブースなどを組立・解体できる。
また、コンパクトになり耐久性もあるため、展示会・イベントで利用するのに適している。

四角・丸型・長方形など形の異なるプロフィルやパネルを組み合わせて使用することで、様々なサイズの展示ブース、ショーケース、カウンター、壁面ディスプレイ、カタログラックなどを作ることが可能。

展示会やディスプレイなどに使われる木工仮設ブースに変わるシステムとして利用されている。

オクタノルム（OCTANORM GmbH.）は、世界５５カ国に拠点があり、日本支社は神奈川県横浜市にある株式会社オクタノルムジャパン

## 社名・ロゴマーク
オクタノルム（OCTANORM）システム独自のアイディアとプロファイルを元にして創られた造語で、ロゴと共に商標登録されている。

・ OCTA＝八角形
・ NORM＝ルール、標準技術、適正、合理的　　

## 沿革
- 1968年 - オクタノルムエキシビションシステムは、ハンス・スティガー氏によりドイツで開発
- 1969年 - ドイツにて展示会設営部品販売としてOCTANORM Vertriebs GmbH設立
- 1970年 - デュッセルドルフ見本市で開催されるユーロショップに初出展
- 1972年 -  1/4円アールビーム発表
- 1973年 - ダブルフロア市場に発表
- 1975年 -  S700プロファイル登場
- 1976年 - 展示会システムのレンタルを始まる。
- 1977年 - ニューラインコープス導入

- 1981年 - テンションロック
- 1982年 - ダブルフォーム発表
- 1985年 - ミニニューラインプレゼンテーション
- 1986年 - ソフトウェア『オクタキャド』開発始まる
- 1988年 - ストラクチャー導入
- 1991年 - 壁・棚システム
- 1992年 - ソフトウェア『オクタキャド』発表
- 1993年 - D300、トランスペアレンタショーケース、床上げシステム、新しいテンションロック
- 1994年 - キューボコネクター開発
- 1995年 - 創始者ハンス・シュテーガーが67歳で引退。代表取締役はハンス・ブルーダー氏に
- 1997年 - マキシマ発表
- 1998年 - マキシマライト展開
- 2000年 - ソフトウェア『オクタデザイン』『ニューラインショップ』
- 2002年 - マキシマライトガラスホルダー・ヒンジシステム
- 2003年 - 『オクタクィック』基礎小間システム
- 2004年 - フックロック発表
- 2005年 - ルーバープロフィル、クリーンルームシステム
- 2006年 - イルミネーションウォールシステム
- 2008年 - 新しい2階建てシステム『オクタマックス350』発表

　　　　　　  　 オクタプラス　オクタフレーム　テンションロッドシステム
- 2000年 - オクタノルムジャパン
- 2001年 - オクタノルムアジアに社名変更
- 2014年 - 沖縄から神奈川県横浜市に移転、社名をオクタノルムジャパンに変更

## デザイン
一般的に使われているＣＡＤソフトでの図面製作が可能だが、OCTAcad, OCTAdesignといったオクタノルム部材を使ってデザインするために作られた専用ソフトも存在する。

## 日本展示会での現状
オクタノルム発祥の地ドイツでは展示会以外も店舗やショールームなど普及しているが日本ではまだほとんど展示会・イベントでしか使われていない。

最近ではオクタノルム部材に取り付けるアクセサリーも増え、ファブリックフレームや内照システムと組み合わせるなど使用方法が多様化している。

また、日本ではシルバーの他に白や黒の塗装をしたオクタノルムも多く使われている。 

## 互換性
オクタノルムの溝は4.3㎜で、ビームと呼ばれる梁や柱など、全ての製品が同じ幅の溝で構成されている。

その溝に取り付けるアタッチメントを使う事で、木製の壁面だけでなく、ファブリック、ガラスやアクリルなどの壁面を作ることも可能。